# حكأة
حُكْأة أو حُكَأة أو حُكَاءَة (الاسم العلمي Mabuya)، جنس عظاء لاحم من فصيلة السقنقورية. يقتصر وجودالأنواع على جزر الكاريبي. جميعها صغيرة القد مسطتيلة الذنب. أثوابها متباينة الألوان يكثر فيها الأخضر الأسفع المواج. ظهورها خماسية أو ثلاثية الخطوط السود القاطبة وبعضها مرقوش بالأسود والأصفر.
سابقا، تم وضع العديد من أنواع العالم القديم في جنس الحكأة. الآن وضعت كل تلك الأنواع في أجناس الدفان، الشنينة، الأتروبوت.
ويعتقد أن أسلاف هذا الجنس قد قاموا برحلات عبر المحيط الأطلسي من أفريقيا قبل 9 ملايين سنة.

## الأنواع
تم سردها أبجديًا حسب اسم النوع.l
- Mabuya berengerae Miralles, 2006 – San Andrés skink
- Mabuya cochonae Hedges & Conn, 2012 – Cochons skink
- Mabuya desiradae Hedges & Conn, 2012 – Désirade skink
- Mabuya dominicana Garman, 1887 – Dominica skink
- Mabuya grandisterrae Hedges & Conn, 2012) – Grande-Terre skink
- Mabuya guadeloupae Hedges & Conn, 2012 – Guadeloupe skink .
- Mabuya hispaniolae Hedges & Conn, 2012 – Hispaniolan two-lined skink
- Mabuya mabouya (بيير جوزيف بوناتير, 1789) – Greater Martinique skink
- Mabuya meridensis Miralles, G. Rivas, & Schargel, 2005
- Mabuya montserratae Hedges & Conn, 2012 – Montserrat skink
- Mabuya parviterrae Hedges, Lorvelec, Barre, Berchel, Combot, Vidal, & Pavis, 2016 – Petite Terre skink
- Mabuya pergravis (Barbour, 1921) – Providencia skink
- Mabuya zuliae Miralles, G. Rivas, Bonillo, Schargel, Barros, García-Perez, & Barrio-Amorós, 2009

تنبيه: الأسماء العلمية التي بين قوسين تُشير إلى أن النوع وصف في الأصل في جنس آخر غير الحكأة.